# Silvia Baraldini
Silvia Baraldini (Roma, 12 dicembre 1947) è un'attivista italiana.
Cresciuta negli Stati Uniti d'America, ha fatto parte negli anni 1960 del movimento di lotta contro la guerra del Vietnam e poi, dagli inizi degli anni '70 e fino agli anni '80, del movimento rivoluzionario in sostegno alle lotte di liberazione di afroamericani e portoricani. Fu membro anche dell'"Organizzazione 19 maggio", legata al Black Liberation Army (BLA), un gruppo clandestino fuoriuscito dal Black Panther Party. Nel 1983 fu condannata negli Stati Uniti a una pena cumulativa di 43 anni di carcere (di cui molti passati in isolamento e carceri di massima sicurezza) per i reati di concorso in evasione, associazione sovversiva (comprendente anche due tentate rapine, a cui non partecipò personalmente, accusa in seguito divenuta di associazione a delinquere per commettere cospirazione, in base alla legge RICO) e ingiuria al tribunale per non aver fornito i nomi dei compagni.
Dopo la condanna, sia negli Stati Uniti sia in Italia si formarono gruppi di appoggio che ritenevano la pena sproporzionata e persecutoria, in quanto Baraldini non aveva partecipato direttamente a fatti di sangue e ipotizzando che, nella legislazione italiana, tali reati (corrispondenti pressappoco ai reati di procurata evasione aggravata, concorso morale in rapina e associazione sovversiva oppure associazione con finalità di terrorismo) avrebbero forse comportato una pena di circa 10 anni, probabilmente senza l'applicazione del carcere duro. Il forte sostegno alla sua causa da parte di partiti di sinistra e organizzazioni umanitarie ha portato alla sua estradizione in Italia nel 1999; dopo 19 mesi di prigione e cinque anni e mezzo agli arresti domiciliari, Baraldini fu infine scarcerata il 26 settembre 2006 per effetto dell'indulto, dopo aver scontato circa 23 anni di reclusione in totale tra Stati Uniti e Italia.

## Biografia
Nata in Italia, Silvia si trasferì negli Stati Uniti all'età di tredici anni per seguire il padre, inizialmente dipendente di Olivetti a New York e successivamente funzionario dell'ambasciata d'Italia a Washington. Negli Stati Uniti frequentò una scuola superiore, dove, all'ultimo anno, iniziò a occuparsi di politica, entrando a far parte di un gruppo studentesco a favore dei diritti politici dei neri. Si iscrisse alla fine degli anni sessanta all'Università statale del Wisconsin, allora una delle più impegnate politicamente del Paese.

### Attività politica
Silvia Baraldini iniziò la sua attività politica sull'onda del movimento del Sessantotto, protestando e manifestando per tutti gli obiettivi che si prefiggeva quella generazione, quindi per i diritti civili dei neri statunitensi, contro la guerra del Vietnam e per i diritti delle donne. In seguito la sua attività si focalizzò contro l'apartheid e il neocolonialismo in Africa.
Con il progredire degli anni la sua attività si rivolse a favore dei movimenti politici radicali statunitensi. Prima di tutto mise in luce il programma illegale COINTELPRO dell'FBI che spiava e infastidiva gli oppositori politici interni. In seguito diventò un'assidua sostenitrice del Black Liberation Army (BLA). Baraldini, infatti, dal 1975 apparteneva all'organizzazione comunista "19 maggio", legalmente riconosciuta dal governo statunitense, che fiancheggiava appunto il movimento BLA. L'attività di Baraldini nel BLA era molto forte; divenne membro del Committee to Free the Panther 21 e sostenne assiduamente le ragioni di Mumia Abu-Jamal, giornalista afroamericano condannato a morte per l'omicidio di un poliziotto in Pennsylvania.
Il 2 novembre 1979 un commando di cui faceva parte aveva realizzato l'evasione di Assata Shakur, alias Joanne Chesimard, "anima" del Black Liberation Army (BLA), che stava scontando una condanna all'ergastolo per omicidio di un agente di polizia stradale. Il commando di cui faceva parte Baraldini s'introdusse nella prigione, liberò la Shakur, prese in ostaggio una guardia carceraria e l'autista di un furgone e fuggì. Il commando liberò successivamente i due ostaggi.

### L'arresto

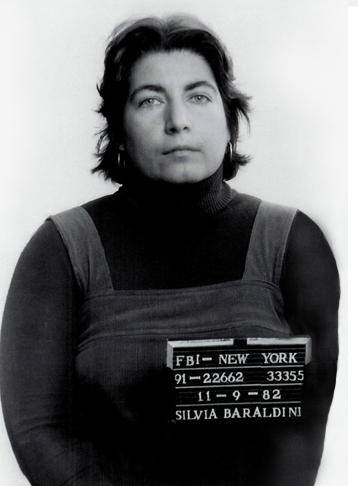
Foto segnaletica di Silvia Baraldini

Silvia Baraldini venne per la prima volta arrestata il 9 novembre 1982 per associazione sovversiva, legata al suo attivismo politico comunista e di appoggio ai movimenti afro-americani di liberazione. Scarcerata sotto cauzione, venne arrestata nuovamente cinque mesi dopo, il 25 maggio 1983.
L'arresto era indirettamente legato a una rapina messa a segno dalla formazione terrorista comunista cui era organica.
Il colpo, conosciuto come la "Brink's Robbery", avvenne il 20 ottobre 1981 a danno di un furgone blindato della Brink's Bank di Nyack, Long Island. I rapinatori uccisero una guardia giurata autista del furgone blindato e due poliziotti della polizia di Nyack (l'agente Waverly Brown e il sergente Edward O'Grady). Altre due guardie furono ferite. La rapina rese 900.000 dollari. I partecipanti alle azioni si denominavano “May 19th Communist Organization”, Weatherpersons, Weather Underground, Black Liberation Army (BLA).
Alla rapina parteciparono Mutulu Shakur, fratello di Assata Shakur, Kuwasi Balagoon, David Gilbert, Samuel Brown, Judith Alice Clark, e Kathy Boudin; quest'ultima fu rilasciata sulla parola nel 2003.

### Il processo

#### I capi d'accusa
Silvia Baraldini fu processata con i seguenti capi di accusa:
1. Il 2 novembre 1979 aveva concorso con altri all'evasione di Assata Shakur, alias Joanne Chesimard, "anima" del Black Liberation Army (BLA), che stava scontando una condanna all'ergastolo per omicidio di un agente di polizia stradale;
2. Fu accusata di essere un'ideologa sia del movimento "19 maggio" sia di altri movimenti afro-americani di liberazione, tra cui "La famiglia", che forniva appoggio logistico;
3. Fu accusata di aver preso parte a preparativi di rapina, mai portata a termine, di un furgone blindato a Danbury nel Connecticut;
4. Fu accusata di aver preso parte, il 19 maggio 1981, a preparativi di rapina, mai portata a termine, di un furgone blindato alla Chemical Bank di Nanuet, a New York;
5. Ingiuria al tribunale (nel diritto statunitense Contempt of Court), per aver rifiutato di fornire testimonianza sui nomi di altri militanti del movimento "19 maggio".

Il principale testimone a carico fu il pentito Tyrone Rison. Il principale coimputato fu Sekou Odinga.

#### La condanna
Il processo si concluse nel luglio 1983 con una sentenza che può essere riassunta in questi punti:
- 20 anni per concorso in evasione di Assata Shakur alias Joanne Chesimard;
- 20 anni per associazione sovversiva, con applicazione della legge RICO, originariamente usata per casi di criminalità mafiosa e organizzata, per la quale venivano pagati dalla persona le accuse contestate al gruppo di appartenenza (cosiddetta associazione a delinquere) e per i due preparativi di rapina;
- 3 anni per ingiuria al tribunale (nel diritto statunitense Contempt of Court), per aver rifiutato di fornire testimonianza sui nomi di altri militanti del movimento "19 maggio".

Al primo arresto del 9 novembre 1982 l'FBI aveva offerto una forte somma di denaro a Baraldini per denunciare i compagni e l'offerta le fu rinnovata in carcere con una contropartita che corrispondeva alla sua liberazione. Il rifiuto di collaborare non fece altro che inasprire la pena, qualificando la Baraldini come detenuta pericolosa. Venne quindi trasferita nel durissimo carcere di Lexington e le condizioni detentive furono inasprite.

### Il carcere

#### Le tappe
Baraldini fu rinchiusa dapprima nel carcere di New York, poi in quello di Pleasanton, California, e poi a Lexington, dove fu sottoposta al carcere duro con isolamento, censure nella posta e limitazioni nelle visite, sorveglianza continua anche nei momenti più intimi.
Il regime carcerario venne ridotto e l'unità di sicurezza di Lexington chiusa dopo la lotta di Baraldini e di altre carcerate, sostenuta anche da Amnesty International.

#### La malattia
In carcere vide peggiorare il suo stato di salute. Nel 1988, dopo aver avvertito forti dolori addominali, le era stato diagnosticato un tumore maligno alla mammella. Dopo alcuni interventi chirurgici nel 1990, Baraldini venne trasferita nel carcere di massima sicurezza di Marianna, Florida, situato in una località isolata. L'ultimo trasferimento fu a Danbury, Connecticut.

#### Il movimento di sostegno
In Italia il movimento di sostegno si intensificò soprattutto dopo la malattia di Baraldini.
I vari episodi locali alla fine confluirono in un "Coordinamento Nazionale Silvia Baraldini" cui aderirono, oltre molti esponenti politici di sinistra radicale, diverse personalità di spicco come Dario Fo, Franca Rame, Antonio Tabucchi, Umberto Eco, Walter Veltroni, Corrado Augias, Roberto Benigni, Massimo Cacciari, Umberto Galimberti, Giovanni Raboni, Moni Ovadia, Mario Monicelli, Gabriele Salvatores, Bernardo Bertolucci, Stefano Benni, Alessandro Baricco, Adriano Sofri, Ovidio Bompressi. Giorgio Pietrostefani, Massimo Carlotto, Gino Strada, Maurizio Costanzo, Gianni Minà, Dacia Maraini, Lucio Manisco e l'associazione Nessuno Tocchi Caino.
Riferimenti al caso Baraldini, con una chiara posizione di sostegno verso l'attivista romana, si riscontrano anche nella produzione di alcuni cantautori italiani: Francesco Guccini le dedicò nel 1993 un'intera composizione, Canzone per Silvia, contenuta nell'album Parnassius Guccinii; i Subsonica le dedicano una traccia (Come se) del loro album d'esordio; Enzo Jannacci la citò di passaggio nel brano Lettera da lontano, scritto insieme al figlio Paolo e contenuto nel disco Come gli aeroplani del 2001; l'anno seguente anche il cantautore Flavio Giurato le avrebbe dedicato un'intensa canzone eponima nell'album Il manuale del cantautore. Il gruppo AK47 le dedicò invece il disco 0516490872, dal suo numero di matricola da carcerata.
A livello internazionale presero posizione a suo favore Noam Chomsky, Susan Sarandon (che prestò la sua voce ad un documentario su tre donne attiviste detenute, tra cui Baraldini), Luis Sepúlveda, José Saramago, Rigoberta Menchù, Adolfo Pérez Esquivel, Günter Grass, Frei Betto, Manuel Vázquez Montalbán, oltre alle associazioni Amnesty International e American Civil Liberties Union.
Il movimento si batteva per far ritornare Baraldini, ritenendo l'accusa statunitense fittizia o comunque esagerata rispetto alle sue colpe effettive. Uno dei punti focali della lotta era la richiesta dell'applicazione della Convenzione europea per la salvaguardia dei diritti dell'uomo e delle libertà fondamentali per il trasferimento dei condannati. Il problema era che tale accordo non obbliga i Paesi interessati, né fissa dei tempi da rispettare; inoltre, essendo un accordo del Consiglio d'Europa, non vincolava gli Stati Uniti d'America, e il rispetto della convenzione rimaneva quindi una semplice concessione che dipendeva dalla decisione del governo statunitense.
Nel 1992 l'accordo e l'estradizione sembravano vicini, anche grazie all'interessamento di Giovanni Falcone in qualità di direttore generale degli affari penali del Ministero della giustizia, ma la Baraldini ricevette dalla magistratura statunitense lo status di pericolosità altissima e tutto sfumò.

#### Ritorno in Italia

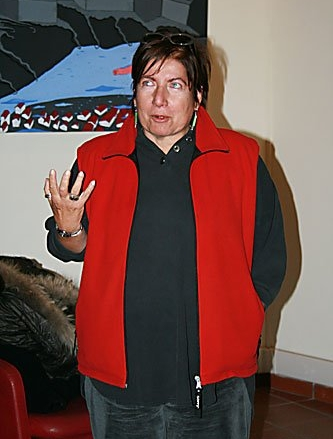
Silvia Baraldini nel 2008

Alla fine l'amministrazione Clinton cedette alle pressioni di vari politici italiani, in particolare dei Presidenti del Consiglio Romano Prodi e Massimo D'Alema e del ministro della giustizia governo Prodi I, Giovanni Maria Flick.
I tentativi di rimpatrio ebbero successo nel 1999, quando, il 24 agosto, Silvia Baraldini fu rimpatriata per scontare in Italia il resto della pena, in seguito ad un accordo bilaterale e al trattato di estradizione USA-Italia. Ad accoglierla all'aeroporto c'era la madre (deceduta il 9 aprile 2001) e il leader del Partito dei Comunisti Italiani Armando Cossutta (che a suo tempo era stato autorizzato, come parlamentare italiano, a visitare Baraldini nel carcere di Danbury) che le portò rose rosse. Questa accoglienza assunse così un significato politico e scatenò polemiche in Parlamento. Il ministro della giustizia del governo D'Alema I Oliviero Diliberto (anche lui del PDCI), uno dei principali artefici dell'accordo, affermò che Baraldini era «una persona il cui ritorno in Italia è fonte di gioia, soddisfazione e orgoglio» e solo per motivi di opportunità istituzionale non andò all'aeroporto.
Il ritorno fu oggetto di polemiche anche per l'accordo diplomatico tra l'Italia e gli Stati Uniti d'America. Si è parlato degli eccessivi costi legati al viaggio per il  ritorno, richiesti dalle autorità statunitensi per ragioni di sicurezza, e si sono fatte congetture su un possibile scambio tra la concessione del rientro e la mancata richiesta di estradizione per i piloti statunitensi responsabili della strage del Cermis (o, in alternativa, al sostegno italiano nella guerra del Kosovo promossa dalla NATO), accusa ventilata in particolare dal parlamentare di Alleanza Nazionale Maurizio Gasparri.
Comunque un caposaldo è che il Ministro della giustizia statunitense aveva chiesto garanzie affinché non si procedesse alla liberazione o a uno sconto della pena come la libertà vigilata. L'Italia ha dovuto associare al ritorno una sentenza della Corte d'appello in cui recepiva la sentenza statunitense: nella pratica Baraldini non è stata giudicata in Italia per i reati commessi negli Stati Uniti d'America, ma è stata estradata con il vincolo di dover scontare in Italia la pena irrogatale negli Stati Uniti d'America. Su queste garanzie si è sviluppata la polemica da parte di chi riteneva che tale vincolo costituisse una riduzione della sovranità nazionale italiana. Tuttavia è raro che un Paese abbia giurisdizione per i reati commessi da suoi cittadini in un altro Paese in cui siano residenti; è un principio giurisprudenziale assai discusso e importante, tenuto conto sia dell'elevato numero di emigranti italiani all'estero sia di stranieri in Italia.
Dall'aprile 2001 a Baraldini, già ricoverata al Policlinico Gemelli su decisione dell'amministrazione penitenziaria, furono concessi gli arresti domiciliari, nella casa della sorella e poi del compagno, con l'autorizzazione a lasciare il domicilio per alcune ore al giorno per sottoporsi alle cure, a causa delle sue condizioni di salute; dopo il rimpatrio non ha concesso interviste, rompendo il silenzio solo dopo il 2010 in occasione di una manifestazione della Federazione della Sinistra, pur prendendo parte ad alcuni incontri e convegni politici, impegnandosi nel sociale e nei diritti violati delle persone carcerate (ad esempio nella vicenda di Stefano Cucchi, giovane morto dopo un pestaggio nella Caserma dei Carabinieri di Roma Casilina).
Nel 2003 Baraldini ottiene, non senza polemiche, una collaborazione con il Comune di Roma, sotto l'amministrazione di Walter Veltroni, per occuparsi di un progetto di ricerca sull'occupazione femminile.
Per effetto dell'indulto, Silvia Baraldini è stata infine scarcerata il 26 settembre 2006. Ci furono alcune perplessità (ma nessuna opposizione ufficiale) da parte dell'amministrazione statunitense e proteste del centro-destra italiano, allora all'opposizione, nonostante si sia anticipata solo di due anni la possibile libertà "sulla parola" che avrebbe potuto ottenere secondo la legge federale statunitense nel 2008.
La prima uscita pubblica dopo l'indulto è avvenuta il 24 novembre a Piombino, nel corso della 15ª edizione del Film Festival Visionaria, in occasione della proiezione del documentario Liberate Silvia di Giuliano Bugani per la regia di Matteo Lenzi con musiche di Paola Turci.
Attualmente vive a Roma.

## Onorificenze
- Nel 1998 ha ricevuto la cittadinanza onoraria dal Comune di Cazzago San Martino "quale ulteriore Atto istituzionale al solo fine di raggiungere in tempi brevi una soluzione dignitosa per la sua vita" attraverso l'applicazione dei diritti civili sanciti nella Convenzione di Strasburgo. La stessa le è stata poi revocata il 19 marzo 2015.[24]
- Negli stessi anni riceveva analogo riconoscimento dai comuni di Mola di Bari, Castagneto Carducci e Torremaggiore.
- Nel 2007, dopo la scarcerazione, ha ricevuto la cittadinanza onoraria dal Comune di Venaria (TO), revocata il 24 maggio 2022.

## Teatro
- My name is Silvia, spettacolo di Vladimir Luxuria

## Musica
- "Canzone per Silvia", CD "Parnassius Guccinii" Francesco Guccini - EMI Italiana s.p.a. 1993.
- "0516490872", EP, AK47 - autoprodotto 1993
- "Lettera da lontano", CD "Come gli aeroplani" Enzo Jannacci - Ala Bianca 2001
- "Silvia Baraldini", CD "Il manuale del cantautore" Flavio Giurato - Interbeat, Entry 2007.
- Nel 2007 viene pubblicata una compilation a cura di Tube Records/Il Manifesto prodotta da Massimo Barletta, il ricavato andrà devoluto al comitato che per anni ha tenuto i riflettori accesi sulla vicenda di Silvia Baraldini, tra gli artisti aderenti: Ivana Gatti & Gianni Maroccolo, Jovine, Modena City Ramblers, Gang, Bandabardò, Assalti Frontali, Jolaurlo, Klasse Kriminale, Africa Unite, Yo Yo Mundi, Tre Allegri Ragazzi Morti, Punkreas.[25]